# Stefano Ussi
Stefano Ussi (3 septembre 1822 - 22 septembre 1901) est un peintre italien connu d'abord pour ses peintures d'histoire et plus tard pour la représentation des sujets orientalistes, surtout arabes et marocains.

## Biographie
Né à Florence, il étudie à l'Académie des beaux-arts sous Enrico Pollastrini. Parmi ses collègues, il y a Pietro Benvenuti et Giuseppe Bezzuoli.

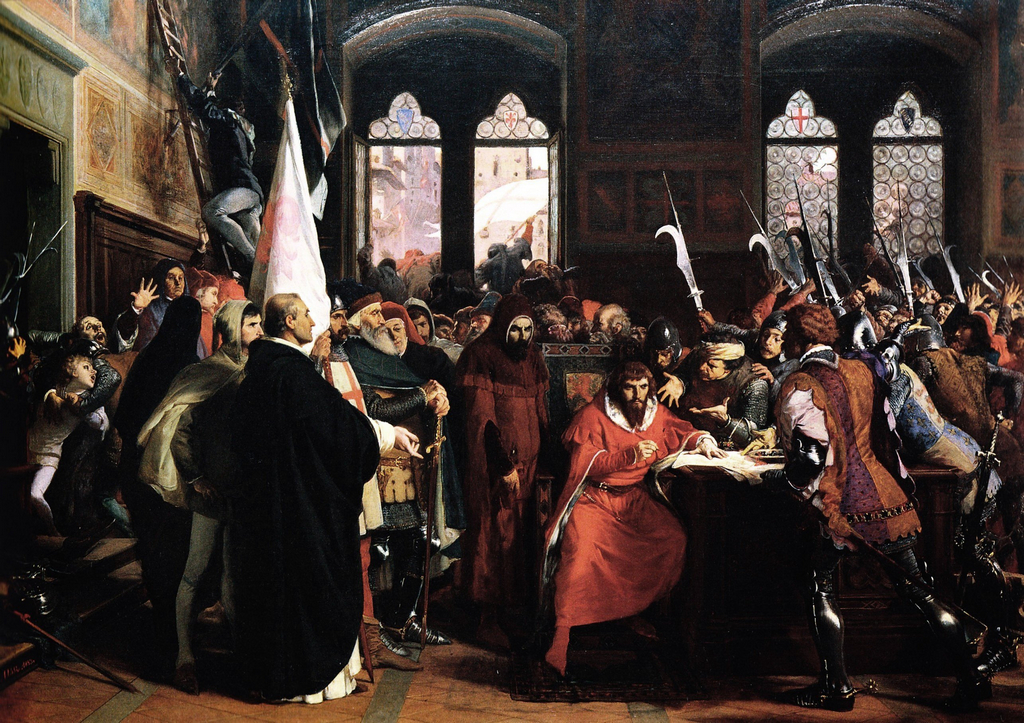
L'Expulsion du Duc d'Athènes

Après des études à l'Académie, il s'est enrôlé volontaire dans la première guerre d'indépendance, au cours de laquelle il a été fait prisonnier par les troupes autrichiennes. Après son retour à Florence, il remporte le prix Triennale pour la peinture Résurrection de Lazare en 1849, et présente des œuvres les années suivantes sur des sujets historiques et littéraires aux expositions de la Florentine Società Promotrice di Belle Arti, qui est dirigée par Filippo Palizzi.
Associé avec le groupe Macchiaioli de peintres gravitant autour du Café Michelangiolo, il a obtenu un grand succès avec L'Expulsion du duc d'Athènes (Florence, Galleria d'Arte Moderna, palais Pitti (Palazzo Pitti), exposé à Florence, à la première Esposizione Nazionale de la ville en 1861 et a reçu un prix à Paris en 1867. Cette peinture représente l'expulsion au XIVe siècle par les Florentins du dirigeant tyrannique de Florence, Gautier VI de Brienne, ancien duc d'Athènes. Une fresque allégorique (après 1343) de l'événement a été commémoré dans le Palazzo Vecchio par Orcagna, qui a vécu les événements. À l'époque de Stefano Ussi, les événements médiévaux ont pris de nouvelles connotations patriotique que le Royaume italien a été consolidé.
Stefano Ussi est considéré comme l'un des peintres orientalistes de l'Ottocento. Il visite l'Egypte en 1869, à l'occasion de l'ouverture du Canal de Suez, et revient en 1872, à l'invitation du Khédive. Avec son ami, le peintre Cesare Biseo et Edmondo De Amicis, il  accompagne une délégation diplomatique  italienne pour le Maroc en 1875. Edmondo De Amicis publie plus tard le travail des artistes. Les nombreux dessins qu'il a réalisés au cours de ces voyages lui ont fourni de la matière pour les années suivantes.
Le vice-roi d'Egypte a commandé une grande toile, La Fête du Tapis ou le Pèlerinage à la Mecque. En 1880, à Turin, il affiche La Scorta del governatore Ben Alida ed il giovanetto suo figlio che precedono l'Ambasciata italiana; Marocain Fantasy en l'honneur de l'Ambassade d'Italie; et La Famille Arabe dans le Désert. En 1881, à Milan, il expose la Célébration de Mohammed à Tanger, une autre peinture de genre orientaliste. Il a également affiché Un intermediario d'amore. Parmi ses autres œuvres figurent Cavalerie Arabe; Fantasia araba attorno all'Ambasciata italiana al Marocco; Festa a Fès, data dall'Imperatore del Marocco; Araba al fonte; et Un Dervish in pompa solenne. Sa peinture Donna araba al pozzo (1880) est affichée dans le Musée Borgogna de Vercelli
Il est mort à Florence.

## Galerie

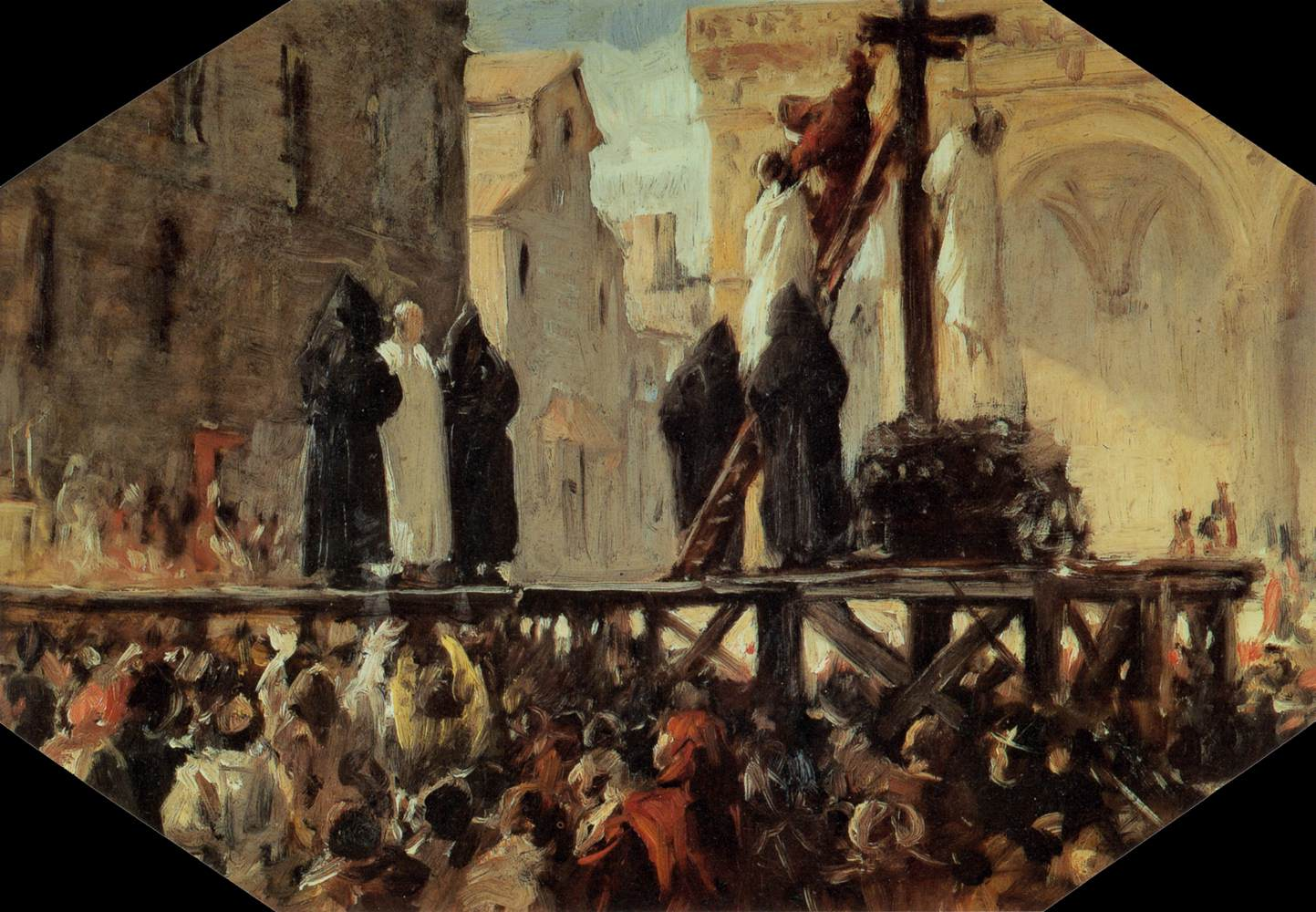
L’Éxécution de Savonarole
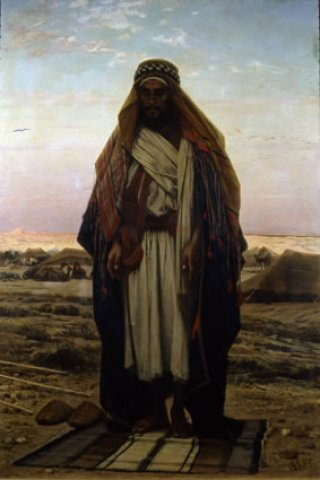
Prédicateur dans le désert
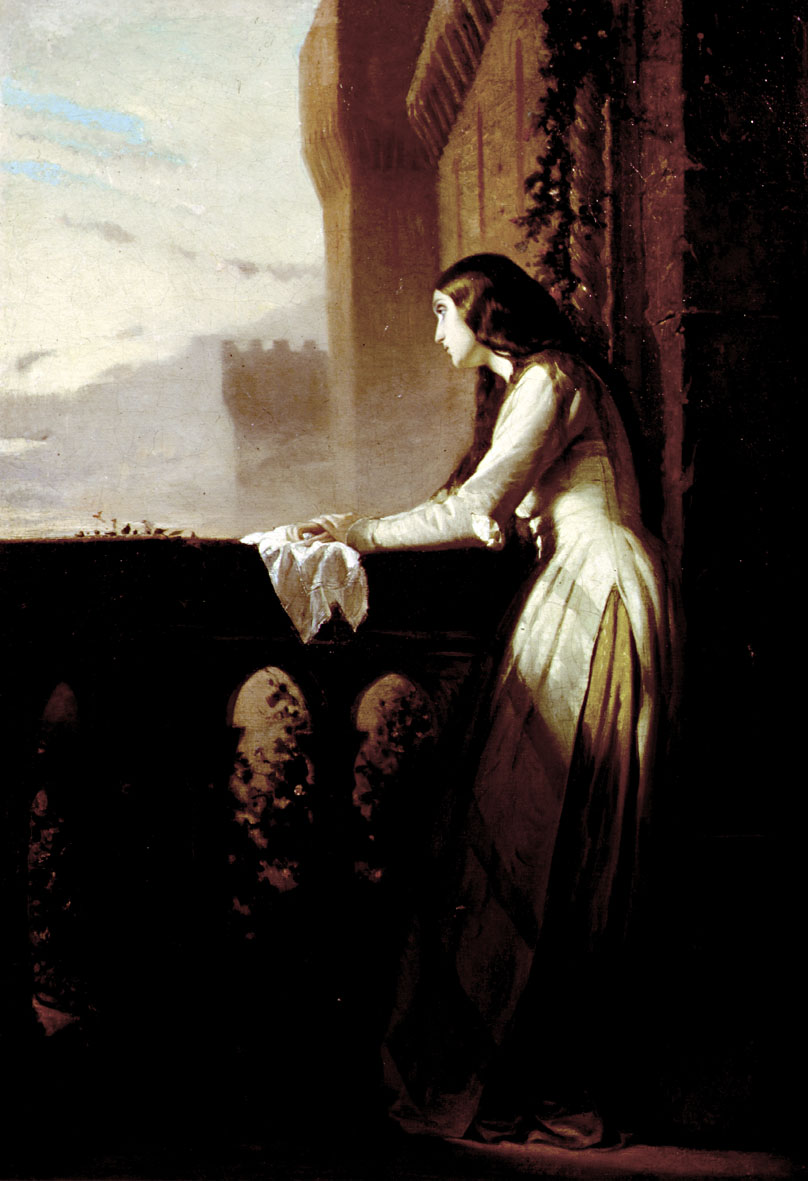
Pia de' Tolomei
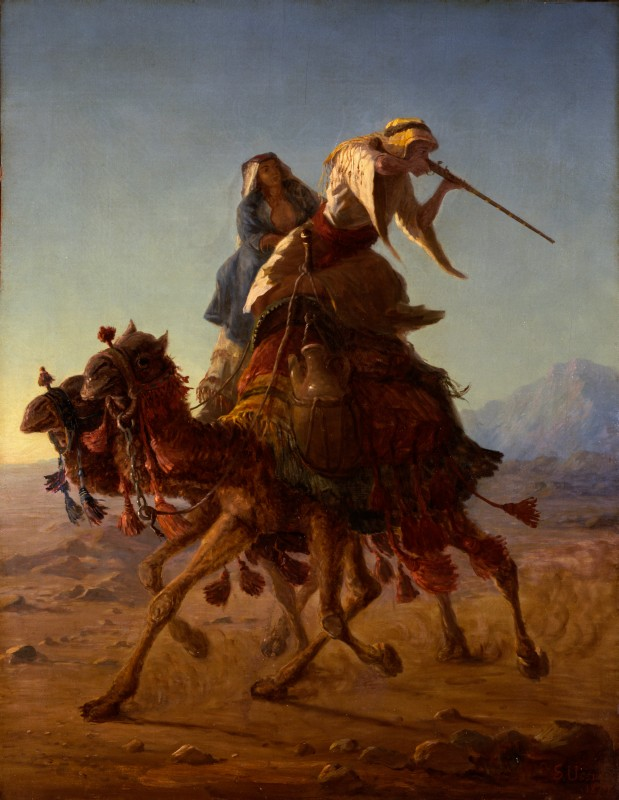
Bédouin sur le chameau
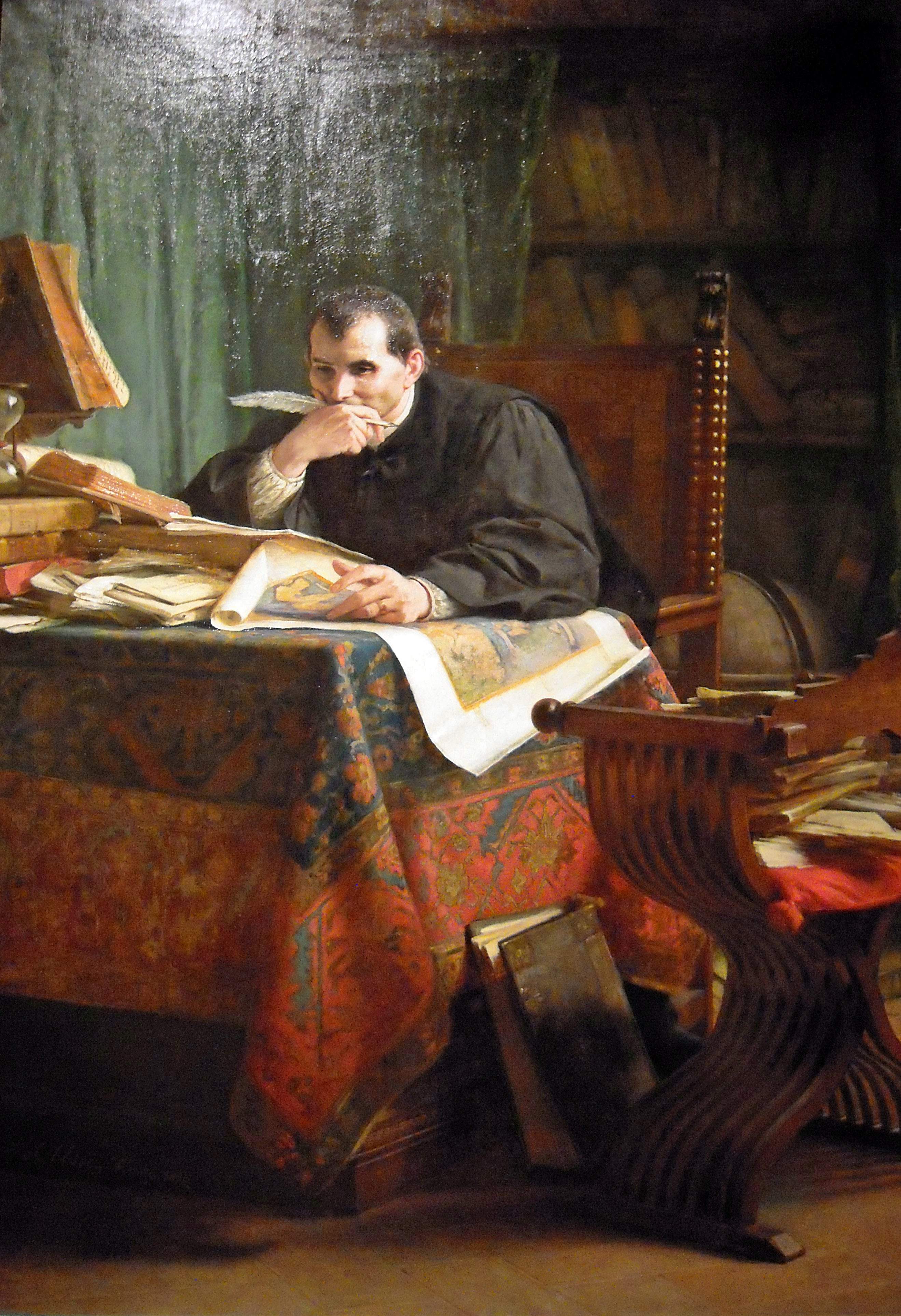
Machiavel dans son bureau (1894)